# Großalfalterbach
Großalfalterbach ist ein Gemeindeteil der Gemeinde Deining im Landkreis Neumarkt in der Oberpfalz. Das Pfarrdorf liegt im südöstlichen Teil der Großgemeinde Deining auf einem Juraplateau.

## Geschichte
(Quelle:)
Werner von Prunn stiftete 1054 eine Kirche, die 1063 durch Gundekar II., Bischof von Eichstätt geweiht wurde. Urkundlich erwähnt wird der Ort 1157, in der ein Altmann von Affalterbach als Zeuge in einer Schenkungsurkunde an das Kloster Plankstetten genannt wird.  1281 übergab Heinrich von Pollanten das Patronatsrecht zu Affalterbach mit Bewilligung des Pfalzgrafen Ludwig an das Kloster Ahausen an der Wörnitz im Ries. Als 1287 durch die Abtretung des Zehnt an obiges Kloster keine Einkünfte mehr aus diesen Besitzungen vorhanden waren, veräußerten die Herren von Pollanten das Eigentum an alle Interessenten, zum Beispiel an die Schweppermanns, Hofer, Frickenhofer, Hadmer von Laaber, Reichertshofer und Ittlhofer. 1288 brannte der Ort teilweise ab.  Der Ort wurde 1292 teilweise verwüstet von den Truppen Ludwigs des Starken in seinem Krieg mit dem Hirschberger Grafen.
1348 erfolgte die kirchliche Trennung von Groß- und Kleinalfalterbach, letzteres wird der Pfarrei Deining zugeteilt. 1540 wurde die Reformation in Großalfalterbach eingeführt, der Nachbarort Batzhausen wurde 1544 evangelisch und 1548 wurde der katholische Pfarrer Prisel vom lutherischen Kurfürsten davongejagt. Ein lutherischer Pfarrer, Georg Bauer, kam nach Großalfalterbach und 1567 mussten alle Bewohner zum Calvinismus übertreten. Als 1577 der calvinistische Kurfürst Friedrich III. starb, wurde der Ort wieder lutherisch, doch 1583 erneut calvinistisch. Da der Pfarrer von Deining nicht mitmachte, nahm man ihm Kleinalfalterbach weg und übergab es wieder dem calvinistischen Pfarrer Kemnitius von Großalfalterbach. 1625 wurde dann die Oberpfalz wieder katholisch, Kleinalfalterbach kam wieder zu Deining.  
1627 gehörten zur Kirche Affalterbach die Filialen Pirkach, Waltersberg, Wattenberg und Hennenberg. 1629 wurden wieder Wattenberg und Hennenberg von Großalfalterbach getrennt. Im April 1632 kamen die Schweden. Die Front gegen das Heer Tillys verlief entlang der Linie Neumarkt – Beilngries – Ingolstadt. Im Juni folgten die Scharen Wallensteins. 1633 plünderten wieder die Schweden, im September und Oktober trieben es die bayerischen nicht besser und im Dezember kamen erneut die Schweden. 1634 tobte das Kampfgeschehen direkt im Ort. Fast alles wurde zugrunde gerichtet und niedergebrannt. Die Bewohner kamen um oder konnten flüchten. 1637 zählte Pfarrer Christopf Mack in 18 Ortschaften nur 200 Kommunikanten. In Großalfalterbach lebten noch 20 Seelen.  
1746 wurde Johann Lösch aus Hollfeld mit dem Neubau der Kirche beauftragt, die ab 1750 dann erbaut wurde. 1811 gehörte der Ort zum Landgericht Neumarkt, Patrimonialgericht Holnstein, und die Häuser Nr. 19 und 27 zur Oberherrschaft von Sulzbürg. Zur Pfarrei gehörten Pirkach, Kleinalfalterbach und der Weiler Sallmannsdorf. Am 13. Oktober 1833 wurde die Kirche eingeweiht. 1864  wohnen in Großalfalterbach 384 Personen. Ein neues Schulhaus entstand 1891 inmitten des Dorfes, finanziert von der Schulgemeinde und nicht wie üblich vom Kirchenvermögen, entstand ein Gebäude inklusive Scheune und Stallung für Rinder, Schweine und Geflügel, von einem Gemüse- und Obstgarten umgeben. 1926 wurde Großalfalterbach dem Bezirksamt Neumarkt zugeteilt, nachdem es zuvor zu Beilngries gehört hatte.  
Am 25. März 1954 wurde der Bauer Rudolf Götz als jüngster Kandidat im Landkreis Neumarkt Bürgermeister von Großalfalterbach. Er führte das Amt bis zur Eingemeindung 1978 in die Großgemeinde Deining aus. 1970 wurde die Schule geschlossen, die Kinder gehen in die Verbandsschule nach Deining. Am 1. Mai 1978 wurde die Gemeinde Großalfalterbach im Zuge der Gebietsreform aufgelöst und in die Gemeinde Deining eingegliedert. Sie bestand aus dem Hauptort Großfalterbach, dem Dorf Pirkach und dem Weiler Körndlhof. In Großalfalterbach wurden 1983 die seit Jahrhunderten bestehenden Hausnummern abgeschafft und Straßennamen eingeführt. Der Kirchenmaler Geitner aus Prönsdorf färbte das Holzgehäuse der Orgel und Pfeifen in neuen marmorierten Stil. 2001 Ende März startete mit dem Spatenstich der Firma Stratebau die größte Erneuerung in der Geschichte von Großalfalterbach. Der Neubau der Abwasseranlage, Austausch des kompletten Wassernetzes und Bau aller Straßen im Ort wurden durchgeführt. Abschluss der Arbeiten war nach ca. 1,5 Jahren im September 2002. 2002 Im Juni wurde der neu geplante Dorfplatz verwirklicht.

## Kultur und Sehenswürdigkeiten

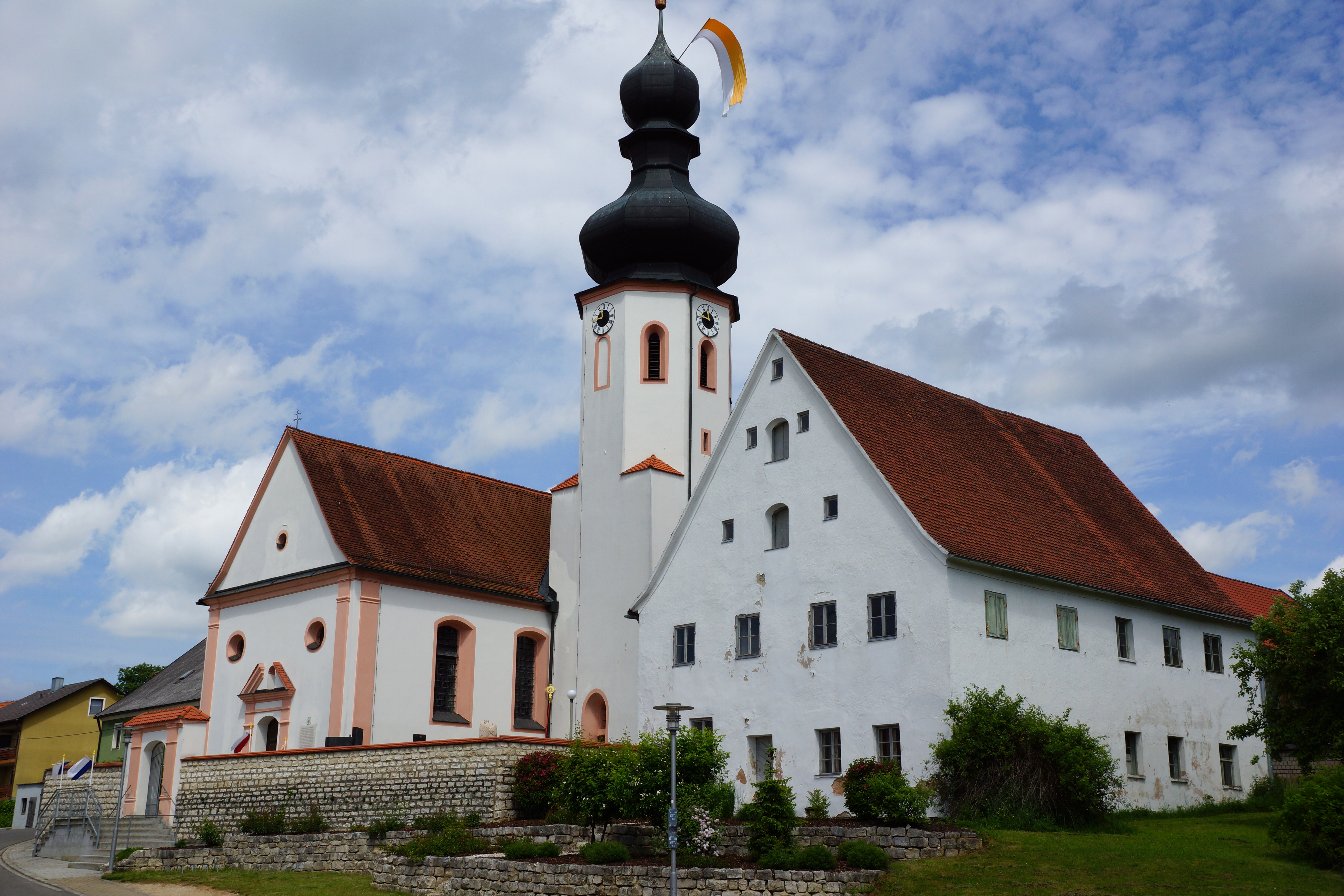
Großalfalterbach:Kirche St. Vitus

### Dorfbrunnen
Er wurde 1865 mit einem Durchmesser von 1,5 Meter und einer Tiefe von 20 Metern gegraben. Dieser Pumpbrunnen lieferte sehr gutes Trinkwasser. Der Brunnen war innen ausgemauert, stand mitten im Ort, nahe dem Schulhaus und war zum Schutz mit einem Gestell umgeben. Darum herum lief noch eine Flutrinne, um das Eindringen von Regenwasser zu vermeiden.

### Katholische Pfarrkirche Sankt Vitus

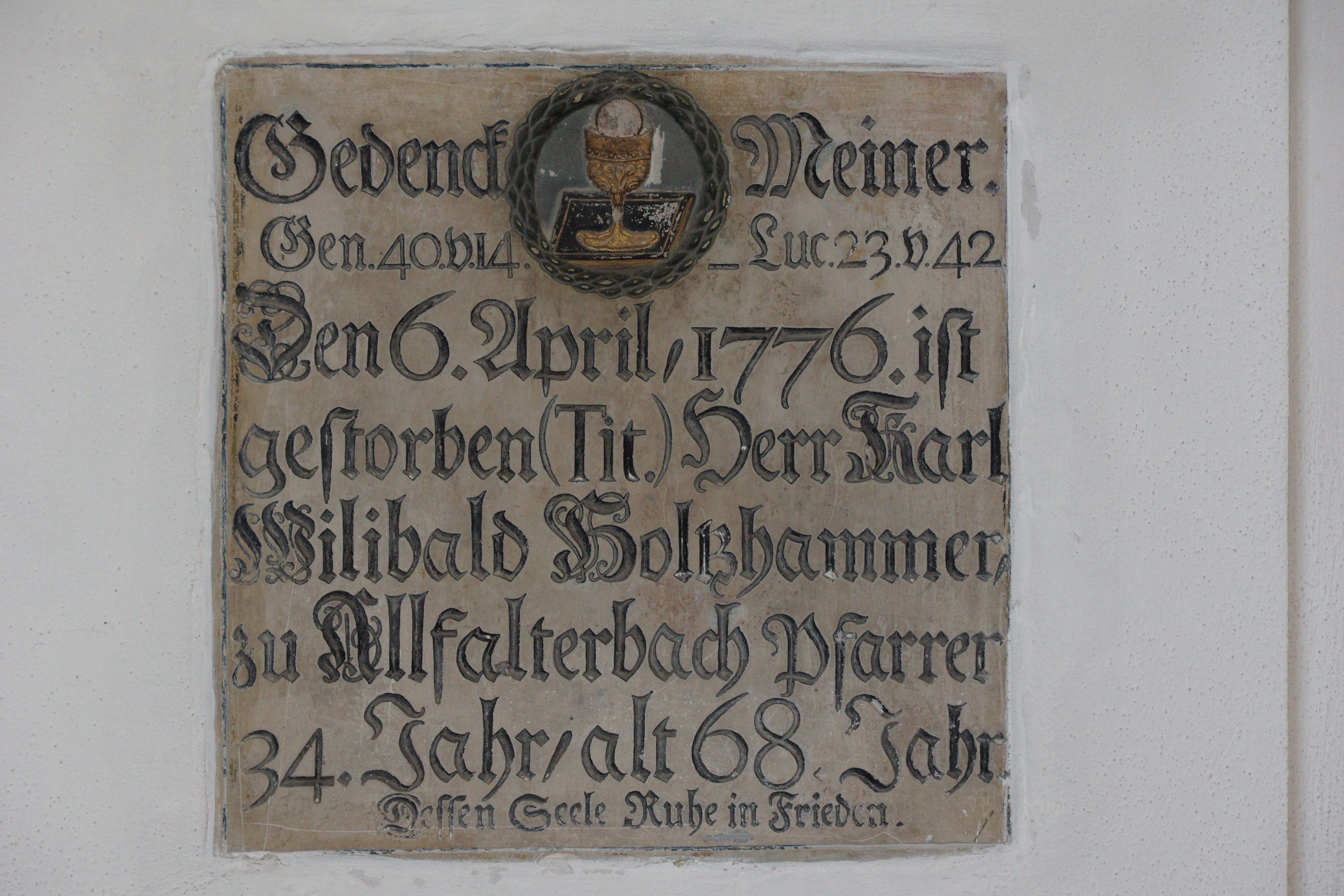

Ein Vorgängerbau wurde 1063, von Bischof Gundekar II. geweiht. Der bestehende Bau unter Einbeziehung eines mittelalterlichen Chorturms entstand erst 1750 von Johann Lösch aus Neumarkt.
Das Kirchenschiff besteht aus einem nach Norden gerichteten Saalbau mit eingezogenem, dreiseitig geschlossenem Chor. Der ehemalige Chorturm an der östlichen Langhausseite, mit oktogenem Aufsatz und Doppelzwiebelhaube. Sein heute als Sakristei genutztes Erdgeschoss hat derbe abgefaste Kreuzrippen, wohl spätgotisch. Im Inneren korbbogiges Tonnengewölbe mit verkröpften Gebälkstücken.
Ausstattung: Der Hochaltar Mitte wurde 1752 von einem Berngauer Künstler angekauft. Säulenretabel mit Seitenfiguren der Heiligen Hl. Willibald und Walburga. Das Altarbild zeigt den Hl. Vitus. Die Seitenaltäre mit Bandel- und Quastenschnitzwerk sind ähnlich gestaltet, links Figuren der Mondsichelmadonna, sowie der Hl. Anna und Joseph. Rechts ebenfalls Seitenfiguren und Altarblatt des Hl. Sebastian von Scheidemandel 1949. Die Stuckkanzel mit Bandelwerk entstand 1750. An der linken Schiffswand befindet sich eine Gedenktafel für Pfarrer Willibald Holzhammer, (gest. 1776) dem Erbauer der Kirche.

## Persönlichkeiten
- Jakob Meier (* 27. Dezember 1922; † 2. April 2013 in Mitterrohrenstadt), Oberlehrer a. D., Heimatforscher, Ehrenbürger der Gemeinde Großalfalterbach[4][5]